# Моховинка скельна
{{#ifeq:0|0|{{#if:|{{#if:Saginasaginoides|[[]}}|}}}}
Моховинка скельна, моховинка моховидна (Sagina saginoides) — вид трав'янистих рослин родини гвоздичні (Caryophyllaceae).

## Опис
Рослини багаторічні, заввишки 3–10 см. Стовбури нежорстко-висхідні, голі. Листки: базальні часто в первинних і вторинних розетками 9–45 мм діаметром, пластини лінійні, 10–20 мм, не соковиті, верхівки загострені, голі; стеблові 4–20(25) мм, не м'ясисті, з загостреними верхівками, голі. Квіти: віночок білий, іноді червонуватий, ≈ діаметр 5 мм; пелюсток 5 довжиною 2 мм; чашолистків 5, такої ж довжини, як пелюстки, широко яйцюваті, тупі; тичинок 10 (іноді 5). Квіти поодинокі. Плоди: подовжені яйцюваті, 3.5 мм довжиною капсули, розщеплюються на 5 часток. Насіння коричневе, косо трикутне, 0.3–0.4 мм, поверхні від гладкої до злегка галькової. 2n = 22.

## Поширення
Північна Америка (Гренландія, Канада, зх. США, Мексика); Європа (Азербайджан, Албанія, Австрія, Ліхтенштейн, Велика Британія, Болгарія, Хорватія, Фінляндія, Франція, Німеччина, Греція, Швейцарія, Іспанія, Андорра, Угорщина, Ісландія, Італія, колишня Югославія, Португалія, Норвегія, Польща, Росія, Румунія, Словаччина, Швеція, Туреччина, Україна); Азія; Марокко. 
Населяє гірські ділянки, відкриті або дещо тінисті, вологі місця на краях озер, вздовж гравійних джерел і фільтраційних потоків в виступах скель, у субальпійській і альпійській зонах.
В Україні зростає на вологих місцях у високогір'ї Карпат (хребти Чорногора, Свидовець, Чивчини), зрідка.